# Айучі (Хоккайдо)
Айу́чі (яп. 相内, あいうち) — місцевість в Японії, в префектурі Аоморі. Село Айучі (相打) в період раннього нового часу. Перейменовано в новий час. Складова села Шіура.